# 덴마역
덴마역(일본어: 天満駅, てんまえき 텐마에키[*])은 일본 오사카부 오사카시 기타구에 위치한 서일본 여객철도의 역이다.

## 역 구조

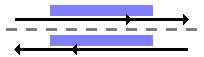
전형적인 쌍단식 승강장. 텐마 역의 구조라고 가정하였을 때, 윗쪽이 내선이다. 왼쪽은 사쿠라노미야 방면, 오른쪽은 오사카 방면이다.

쌍단식 승강장으로 2면 2선의 고가역이다. 개찰구·대합실은 1층, 승강장은 2층에 있다. 개찰구는 1개소에만 있다. 예전에는 섬식 1면 2선으로 현재의 2번 승강장에 해당하는 부분밖에 승강장이 없었지만 후에 현재의 1번 승강장이 만들어졌다.
어번 네트워크의 일부로, 이코카 및 제휴 IC 카드의 사용이 가능하다. 서일본 여객철도 지정 특정도구시내 제도에 의한 '오사카 시내'에 속한다.

### 승강장
| 1 | ■ 오사카 순환선 내선 | 오사카・니시쿠조 방면 |
| 2 | ■ 오사카 순환선 외선 | 교바시・쓰루하시 방면 |

## 역사
현재의 오사카 순환선의 동쪽 구간은 오사카 철도의 본선 (간사이 본선)과 관설 철도 도카이도 선을 잇기 위해 건설되었는데, 다마쓰쿠리 ~ 오사카 간 개업 시에 교바시와 함께 설치된 것이 덴마 역이었다. 역명은 역 남쪽 일대의 '덴마'(오사카 덴만구에서 유래)에서 유래하였다.
- 1895년 10월 17일: 오사카 철도의 역으로서 개업.
- 1900년 6월 6일: 오사카 철도의 노선을 간사이 철도에 양도.
- 1901년 12월 21일: 간사이 철도 아미시마 ~ 사쿠라노미야 간 연장 개업. 시조나와테로의 환승역이 되었다.
- 1907년 10월 1일: 국유화로 일본국유철도의 소속이 되었다.
- 1909년 10월 12일: 노선 명칭 제정에 따라 구 오사카 철도의 구간은 조토 선, 시조나와테 방면은 사쿠라노미야 선이 되었다.
- 1913년 11월 15일: 사쿠라노미야 선의 하나텐 ~ 사쿠라노미야 구간 폐지. (잔존 구간은 가타마치 선 편입)
- 1961년 4월 25일: 사쿠라노미야 역을 포함한 조토 선이 오사카 선에 편입되었다.
- 1987년 4월 1일: 민영화에 의해 서일본 여객철도의 소속이 되었다.
- 2003년 11월 1일: 이코카의 사용이 개시되었다.

## 인접정차역
| 서일본 여객철도 오사카 순환선 | 서일본 여객철도 오사카 순환선 | 서일본 여객철도 오사카 순환선 |
| ----------------------------- | ----------------------------- | ----------------------------- |
| 사쿠라노미야 외선 순환        | ■ 오사카 순환선               | 오사카 내선 순환              |

## 환승
- 오사카 시 교통국 사카이스지 선 오기마치역

## 같이 보기
- 서일본 여객철도 기세이 본선 (기노쿠니 선)의 기이텐마
- 산요 전기 철도 아보시 선의 산요텐마 역